# Sarepta
Pour le quartier de Volgograd, voir Vieux Sarepta.

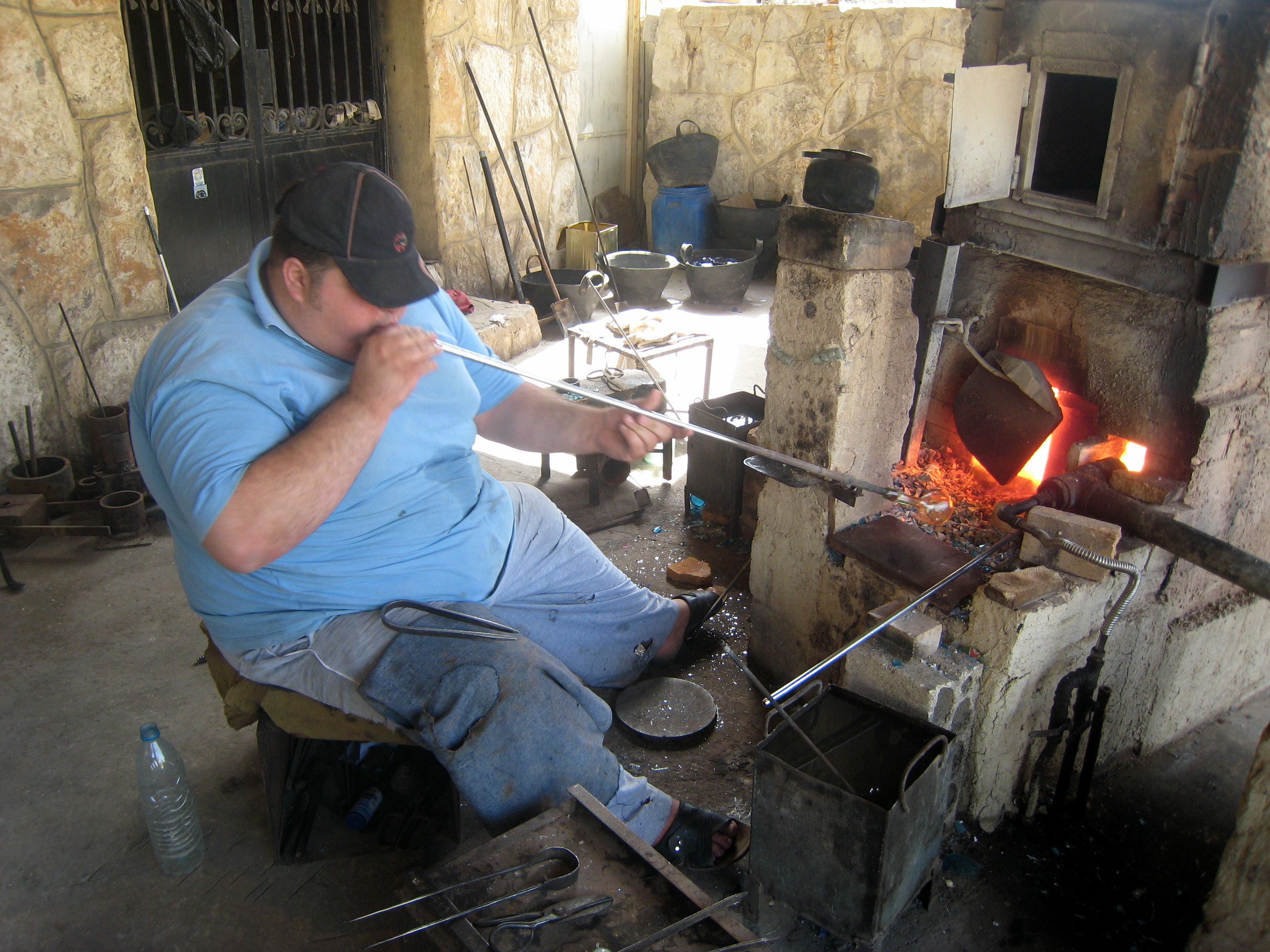
Souffleur de verre à Sarafand

Sarepta était une ville phénicienne fortifiée sur la côte méditerranéenne entre Sidon et Tyr, à proximité de l’actuelle ville libanaise de Sarafand, qui conserve le nom de la cité antique.

## Cité antique de Sarepta
Sarepta est mentionnée dans le papyrus Anastasi I (en) ; elle était sous contrôle sidonien au deuxième âge du Fer ; le roi d'Assyrie Sennachérib la conquiert vers 701 av. J.-C. puis elle passe sous contrôle tyrien, le roi d'Assyrie Assarhaddon l'ayant confiée vers 680-669 av. J.-C. au roi de Tyr Baal Ier. 
Le tertre où se trouvent les vestiges de Sarepta a fait l'objet de fouilles par James B. Pritchard de 1969 à 1974 ; ces excavations ont permis de dater l'occupation du site la plus ancienne de 1600 av. J.-C.. 
Un petit sanctuaire phénicien a été découvert à Sarepta, de 6m40 de long et de 2m60 de large. Des inscriptions sur des tessons mentionnent plusieurs divinités, comme Baal, Eshmoun, Shadrapa (que certains spécialistes identifient au dieu Shed), et une inscription sur un socle en ivoire mentionne Tanit. Des objets utilisés par des femmes, notamment un boîte à cosmétique, également retrouvés dans le sanctuaire, paraissent adaptés au culte de Tanit / Astarté, déesse de la fertilité.
Des objets en céramique importés indiquent des relations commerciales avec l'île de Chypre depuis les débuts de l'occupation du site jusqu'à la fin de l'âge du Fer ; des relations commerciales ont également établies avec Rhodes (dès le VIIe – VIe siècle av J.-C.) et avec le monde égéen.
Le site archéologique n'étant pas habité à l'époque contemporaine, Sarepta est la seule ville située au cœur de l'ancien territoire de la Phénicie qui a pu être fouillée et étudiée complètement. Avant les découvertes livrées par Sarepta, la plupart des objets historiques considérés comme caractéristiques de la culture phénicienne provenaient de sites archéologiques localisés hors de la Phénicie, en Espagne, en Sicile, en Sardaigne, en Tunisie.
Sarepta était renommée dans l'Antiquité pour son activité de soufflage du verre, activité qui existe encore aujourd'hui à Sarafand.
Sarepta a fait partie du royaume de Tyr jusqu'à la conquête romaine. Elle a par la suite été le siège d'un évêché latin.

## Histoire biblique

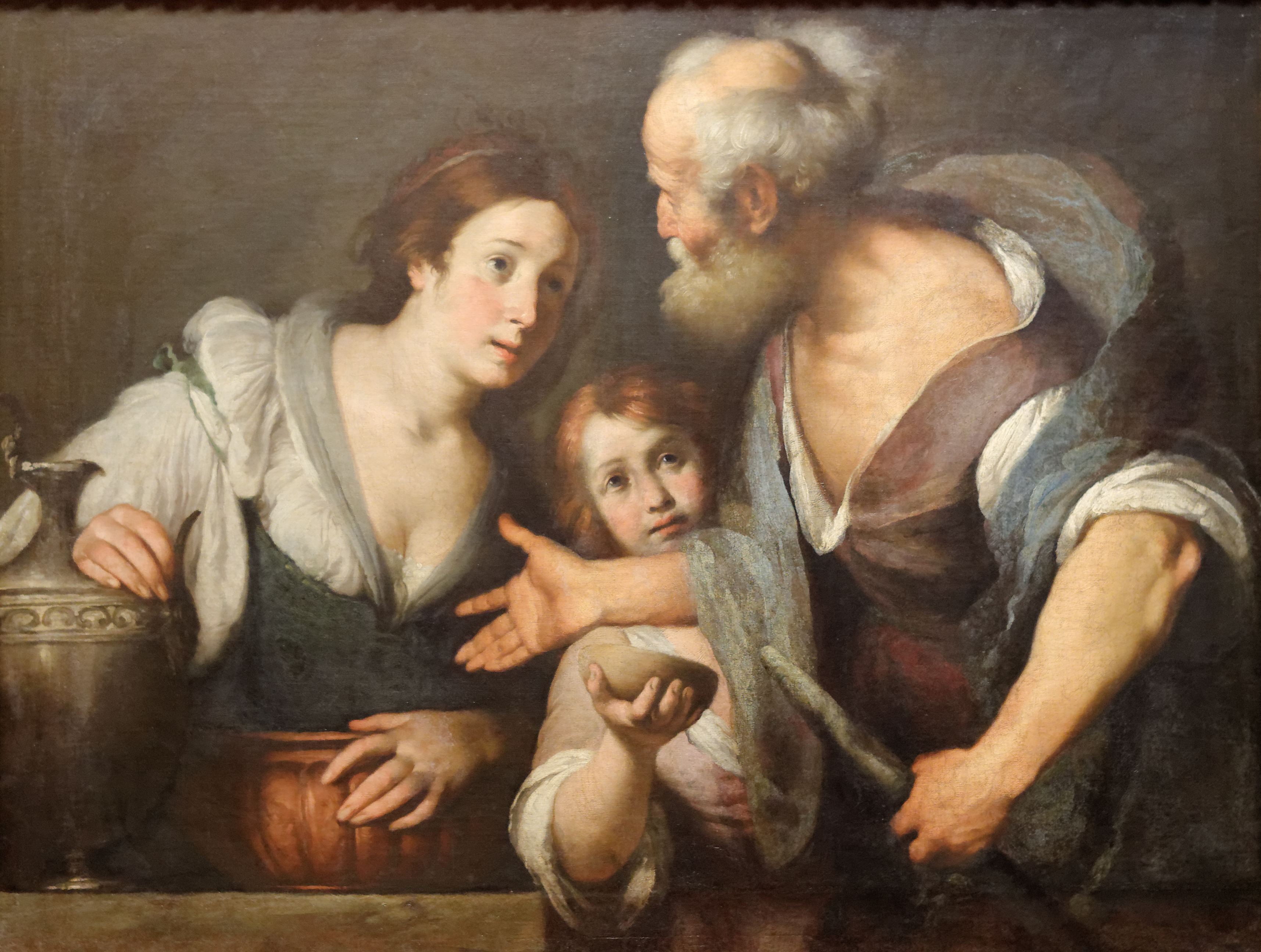
Élie et la pauvre veuve de Sarepta, Bernardo Strozzi (c 1640-44)

Dans le premier livre des Rois de la Bible, le prophète Élie se rend à Sarepta qui est présentée comme une cité de Sidon ; il y rencontre une veuve avec son fils. La lecture chrétienne de ce récit biblique le reçoit traditionnellement comme une typologie de l'Eucharistie. Cette lecture typologique — essentiellement allégorique — est fondée sur la doctrine des quatre sens de l'Écriture, résumée dans le distique médiéval Littera gesta docet, quid credas allegoria // Moralis quid agas, quo tendas anagogia. La lecture biblique de la Bible appartient à l'histoire de la Bible, l'intertextualité faisant partie intégrante du corpus biblique et de sa genèse.

« Alors la parole de l’Éternel lui fut adressée en ces mots : Lève-toi, va à Sarepta, qui est près de Sidon, et tu t'y établiras. Là est une femme veuve, que j'ai chargée de te nourrir. Il se mit en route et alla à Sarepta. Arrivé à l'entrée de la ville, il y vit une veuve qui ramassait du bois ; il l'appela et lui dit : « Prends-moi, je te prie, un peu d'eau dans un vase, pour que je boive. » »

— I Rois XVII, 8-10

« Au temps du prophète Élie, lorsque la sécheresse et la famine ont sévi pendant trois ans et demi, il y avait beaucoup de veuves en Israël ; pourtant Élie n'a été envoyé vers aucune d'entre elles, mais bien à une veuve étrangère, de la ville de Sarepta, dans le pays de Sidon. »

— Extrait de l’Évangile selon saint Luc - chapitre 4, 25-26